# 阿米娜·穆罕默德
阿米娜·穆罕默德·贾布里勒（索马里语：Aamina Maxamed Jibriil，阿拉伯语：‎，1961年10月5日—），是索马里裔肯尼亚律师、外交家和政治家。

## 生平
她曾担任国际移民组织总干事和世界贸易组织总理事会主席，以及联合国环境规划署助理秘书长和副执行主任。目前，她担任肯尼亚外交和贸易部部长。

## 荣誉

### 外国勋章奖章
- 旭日大绶章（日本，2017年4月29日公布[1]）